# Akordeon

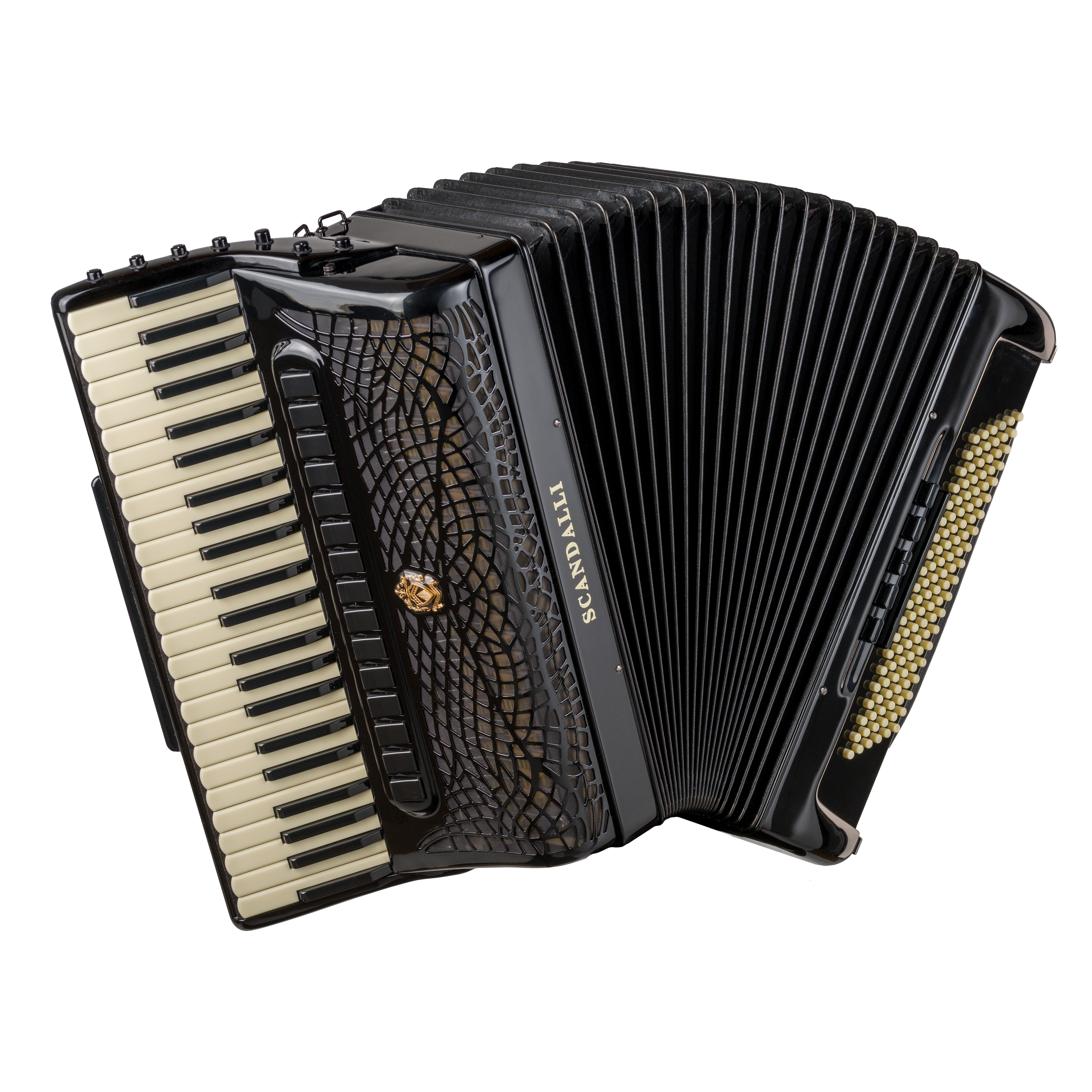
Akordeon klawiszowy

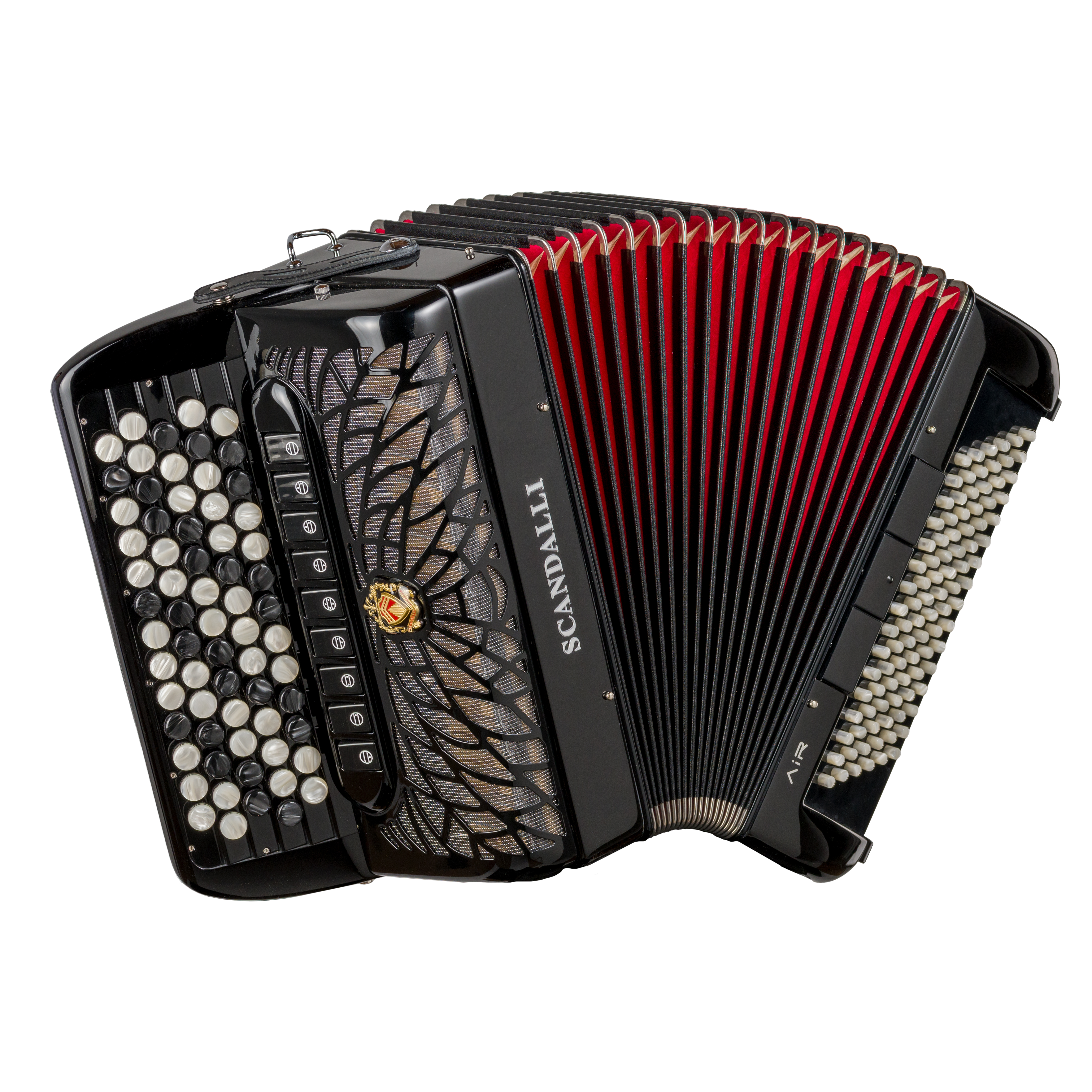
Akordeon guzikowy

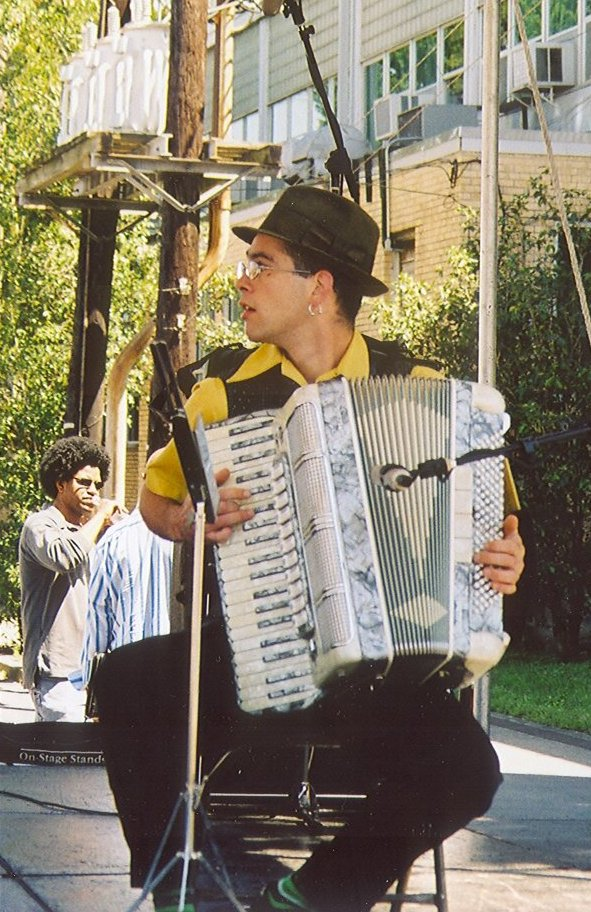
Akordeonista w Nowym Orleanie

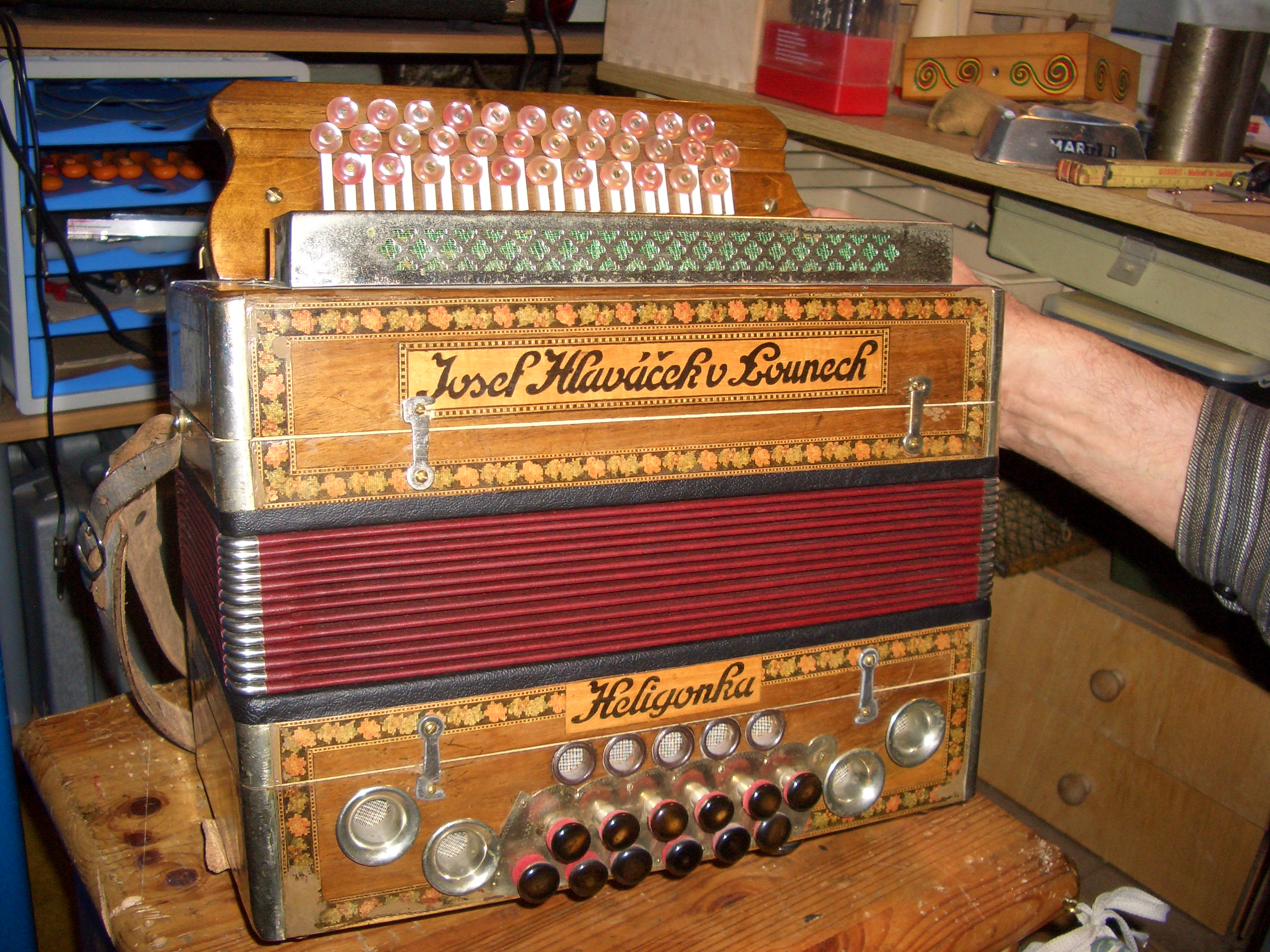
Heligonka, odmiana akordeonu popularna na Śląsku Cieszyńskim i Żywiecczyźnie

Akordeon (fr. accordéon) – instrument muzyczny zaliczany do grupy aerofonów bądź idiofonów dętych (patrz niżej). Jest rodzajem harmonii, opartym na stroikach przelotowych. Prąd powietrza wytworzony przez ręcznie poruszany miech, wprawiając w drganie stroik wywołuje dźwięk. Początkowo działał przy użyciu miechów nożnych, które z czasem zostały zastąpione przez miech ręczny. Instrument ten z prawej strony ma klawiaturę klawiszową (lub guziki w przypadku akordeonu guzikowego), a z lewej guziki (dźwięki basowe, akordy) oraz – choć nie zawsze – manuał melodyczny zwany barytonem.
Niektórzy instrumentoznawcy umieszczają akordeon w grupie idiofonów, jednak twierdzenie to jest kontrowersyjne, gdyż idiofony same w sobie są źródłem dźwięku, zaś w akordeonie stroiki wprawiane są w drgania poprzez słup powietrza – tak, jak w przypadku aerofonów. Przyporządkowanie akordeonu do idiofonów wynika natomiast z uznania za źródło dźwięku samych stroików, a nie przepływającego przez nie powietrza.

## Historia akordeonu
Stroik przelotowy znany był już prawie 3000 lat p.n.e. w Chinach w instrumencie o nazwie sheng, będącym rodzajem harmonijki ustnej. Sheng zewnętrznie nawiązywał do kształtu legendarnego ptaka feniksa. W latach 1750–1770 Bernhard Eschenbach – wraz z budowniczym fortepianów Casparem Schlimbachem zbudował instrument o nazwie eolina. Był to instrument z klawiaturą obejmującą ponad 3 oktawy, pod którą znajdowały się dwa miechy obsługiwane kolanami. Christian Friedrich Ludwig zbudował w 1822 r. eolinę ręczną (niem. handeoline) zaopatrzoną w miech. Najważniejszym wynalazkiem w tym urządzeniu – z punktu widzenia przyszłego rozwoju było wykorzystanie przepływu powietrza z obu kierunków pracy miecha. W 1829 r. w Wiedniu budowniczy organów Cyrill Demian oraz jego synowie Carl i Guido opatentowali instrument o nazwie accordion. Budowniczowie jako najważniejszą cechę instrumentu podali możliwość gry akordami, stąd jego nazwa – accordion. Skala accordionu podana w opisie patentowym obejmowała dźwięki od g do d2. Sposób gry i trzymania instrumentu był odmienny od obecnego. Prawą ręką trzymano miech, kciuk lewej ręki wkładano w skórzany pasek przymocowany do gryfu. Miech pracował wertykalnie. Pozostałe palce lewej ręki obsługiwały klawisze.

## Budowa instrumentu
- Strona basowa: guziki ułożone w rzędy i szeregi. Szeregi są ułożone według koła kwintowego, dwa pierwsze rzędy wydobywają dźwięki pojedyncze, rząd trzeci akordy durowe, czwarty akordy mollowe, piąty czterodźwięki septymowe, szósty czterodźwięki zmniejszone (po stronie basowej w dwóch ostatnich rzędach są guziki, których naciśnięcie powoduje brzmienie trzech dźwięków, odpowiednio z czterodźwięków septymowych i zmniejszonych, ale zawsze brzmią tylko trzy, gdyż zbudowane są tak, że brzmią bez kwinty).
  - Istnieją również akordeony z konwerterem, których mechanika lewej ręki umożliwia "rozpięcie" akordów basowych na pojedyncze dźwięki, tzw. barytony.
- Strona melodyczna – może posiadać klawiaturę typu fortepianowego lub guziki ułożone chromatycznie w rzędach trzech do sześciu (są również akordeony guzikowe czterorzędowe). Stosuje się różne systemy (układy) testatury guzikowej w akordeonach.